# Los Monjes
Los Monjes (span. Archipiélago Los Monjes, deutsch Inselgruppe „Die Mönche“) ist eine Gruppe kleiner Inseln im Golf von Venezuela, etwa 35 km nördlich der Halbinsel Paraguaná und rund 75 km westlich von Aruba gelegen. Administrativ gehören die Inseln zu den venezolanischen Bundesterritorien.
Los Monjes besteht aus drei Gruppen karger und steiler Felseilande, welche zusammen eine Landfläche von nur 0,2 km² aufweisen:
- Monjes del Sur (Höhe bis zu 70 m, bei 12° 22′ N, 70° 54′ W), zwei mit einem künstlichen Damm miteinander verbundene Inseln. Auf Monjes del Sur befindet sich ein Leuchtturm.
- Monje del Este (Höhe bis zu 43 m, bei 12° 24′ N, 70° 51′ W), ein Felseiland, 5,5 km nördlich von Monjes del Sur gelegen.
- Monjes del Norte (Höhe bis zu 41 m, bei 12° 30′ N, 70° 55′ W), fünf kleine Felsen, etwa 12,3 km nordwestlich Monje del Este gelegen.

Auf Monjes del Sur betreibt die venezolanische Marine eine Nebenstation der Küstenwache (Estación Secundaria de Guardacostas) mit dem Namen Capitán de Navío Felipe Batista, die der Hauptstation Punto Fijo nachgeordnet ist. Da die Inseln über keine natürlichen Süßwasserquellen verfügen, muss die Versorgung per Schiff vom Festland erfolgen.